# V486 Андромеды
V486 Андромеды (лат. V486 Andromedae) — одиночная переменная звезда в созвездии Андромеды на расстоянии приблизительно 887 световых лет (около 272 парсеков) от Солнца. Видимая звёздная величина звезды — от +10,85m до +10,67m.

## Характеристики
V486 Андромеды — оранжевая эруптивная переменная звезда типа RS Гончих Псов (RS) спектрального класса K. Радиус — около 2,9 солнечных, светимость — около 4,06 солнечных. Эффективная температура — около 4814 K.